# Лампунг
Лампунг (індонез. Lampung) — провінція Індонезії на півдні Суматри, омивається водами Яванського моря на сході, Зондської протоки на півдні та Індійського океану на заході, на півночі межує з провінцією Південна Суматра, на північному заході — з провінцією Бенгкулу; по той бік Зондської протоки розташований острів Ява і провінція Бантен.
Провінція займає територію 34 624 км² і включає острови Себуку, Себесі, Сертунг та Кракатау в Зондській протоці. Населення 7 608 405 осіб (2010, перепис).

## Історія
Територія провінції на початку VI ст. була складовою держави Кантолі із південної Суматри, яку в VII ст. змінила імперія Шривіджая. В XIV ст. територія провінції Лампунг увійшла до складу імперії Маджапагіт зі східної Яви. Археологічні залишки буддійської й індуїстської доби, що відповідала періоду існування цих двох імперій, можна знайти в багатьох місцях провінції.
В XVI ст. Лампунг був частиною мусульманської держави Бантен. Нідерланди приєднали Лампунг до своєї колоніальної імперії в 1860 р. Провінція стала частиною Республіки Індонезія в 1950 р.
Провінція Лампунг була утворена 18 березня 1964 року, з прийняттям Урядового розпорядження № 3/1964, яке згодом стало Законом № 14 від 1964 року. До цього провінція Лампунг була резиденцією, яка була включена до складу провінції Південна Суматра.

## Географія
Смуга гір звужуються на південному заході, їх висота сильно зменшується на південному сході. Низинна територія на сході Лампунгу тягнеться від передгір'я до смуги боліт на східному узбережжі. Річки тут спускаються із східних схилів та течуть в Яванське море. Болотяні ліси розташовані вздовж узбережжя. Тропічні низинні вічнозелені дощові ліси тягнуться від берегових боліт до гір.

## Адміністративний поділ

Мапа провінції Лампунг

До складу провінції входять 12 округів та 2 муніципалітети (міста):
| Назва                                               | Площа, км² | Населення, осіб (2010, перепис) | Адміністративний центр                     |
| --------------------------------------------------- | ---------- | ------------------------------- | ------------------------------------------ |
| Західний Лампунг (індонез. Lampung Barat)           | 5 050,01   | 419 037                         | Ліва (індонез. Liwa)                       |
| Танґамус (індонез. Tanggamus)                       | 3 020,64   | 536 613                         | Котааґунг (індонез. Kotaagung)             |
| Південний Лампунг (індонез. Lampung Selatan)        | 700,32     | 912 490                         | Каліанда (індонез. Kalianda)               |
| Східний Лампунг (індонез. Lampung Timur)            | 5 325,03   | 951 639                         | Сукадана (індонез. Sukadana)               |
| Центральний Лампунг (індонез. Lampung Tengah)       | 3 802,68   | 1 170 717                       | Ґунунгсуґіх (індонез. Gunung Sugih)        |
| Північний Лампунг (індонез. Lampung Utara)          | 2 725,87   | 584 277                         | Котабумі (індонез. Kotabumi)               |
| Вай-Канан (індонез. Way Kanan)                      | 3 921,63   | 406 1237                        | Бламбанган-Умпу (індонез. Blambangan Umpu) |
| Тулангбаванг (індонез. Tulangbawang)                | 3 466,32   | 397 906                         | Менґала (індонез. Menggala)                |
| Песаваран (індонез. Pesawaran)                      | 2 243,51   | 398 848                         | Ґедонгтатаан (індонез. Gedong Tataan)      |
| Прингсеву (індонез. Pringsewu)                      | 625,00     | 365 369                         | Прингсеву (індонез. Pringsewu)             |
| Месуджі (індонез. Mesuji)                           | 2 184,00   | 187 407                         | Месуджі (індонез. Mesuji)                  |
| Західний Тулангбаванг (індонез. Tulangbawang Barat) | 1 201,00   | 250 707                         | Панараґан-Джая (індонез. Panaragan Jaya)   |
| місто Бандар-Лампунг (індонез. Kota Bandar Lampung) | 296,00     | 881 801                         |                                            |
| місто Метро (індонез. Kota Metro)                   | 61,79      | 145 471                         |                                            |
| Провінція Лампунг                                   | 34 623,80  | 7 608 405                       | Бандар-Лампунг (індонез. Bandar Lampung)   |

## Економіка
Більшість населення зайнята в сільському господарстві, вирощують каучукові дерева, тютюн, пальмову олію, каву, чай, копру, рис, кукурудзу і арахіс. Морське рибальство також має дуже важливе значення. Промисловість виробляє різаний ліс, оброблений тютюн та харчові продукти, напої, гумові товари, тканини і паперові продукти.
Дороги та залізниці розташовані головним чином в районі нагір'я. В східній частині провінції використовується річковий транспорт.

## Населення
Понад 70 % населення провінції становлять мігранти з інших районів Індонезії, переважно яванці. Основними місцевими етнічними групами є лампунги (абунги, пемінгіри, пепадуни, пубіяни, сейбатини та ін.) та малайці (палембанги, пасемахи та ін.).
Етнічний склад населення провінції Лампунг, за даними переписів населення 2000 і 2010 років, був таким:
| Народи                   | Чисельність (2000) | Доля в населенні (2000) | Чисельність (2010) | Доля в населенні (2010) |
| ------------------------ | ------------------ | ----------------------- | ------------------ | ----------------------- |
| Яванці                   | 4 113 731          | 61,89 %                 | 4 856 924          | 64,06 %                 |
| Народи Лампунгу          |                    |                         | 1 028 190          | 13,56 %                 |
| • Пемінгіри              | 426 723            | 6,42 %                  |                    |                         |
| • Пепадуни               | 280 247            | 4,22 %                  |                    |                         |
| • Абунг-бунга-маянги     | 85 342             | 1,28 %                  |                    |                         |
| Сунданці                 | 583 453            | 8,78 %                  | 728 684            | 9,61 %                  |
| Народи Південної Суматри |                    |                         | 409 151            | 5,40 %                  |
| Малайці                  | 236 292            | 3,55 %                  | 18 175             | 0,24 %                  |
| Бантенці                 | 166 113            | 2,50 %                  | 172 403            | 2,27 %                  |
| Балійці                  |                    |                         | 104 810            | 1,38 %                  |
| Мінангкабау              | 61 480             | 0,92 %                  | 69 652             | 0,92 %                  |
| Батаки                   |                    |                         | 52 311             | 0,69 %                  |
| Китайці                  |                    |                         | 39 979             | 0,53 %                  |
| Інші народи Суматри      |                    |                         | 30 597             | 0,40 %                  |
| Буги                     | 16 471             | 0,25 %                  | 21 054             | 0,28 %                  |
| Інші                     | 677 038            | 10,19 %                 | 50 018             | 0,66 %                  |
| Всього                   | 6 646 890          | 100,00 %                | 7 581 948          | 100,00 %                |

За даними перепису населення 2010 року, в провінції Лампунг проживало 7 264 783 мусульманина (95,5 % населення), 184 269 християн (2,4 % населення), 113 512 індуїстів (1,5 % населення).